# BitMart
 (décembre 2024).
BitMart est une plateforme mondiale d'échange d'actifs numériques qui se concentre sur l'échange de crypto-monnaies. Fondée en 2017 (disponible au public en 2018), la plateforme prend en charge plus de 1 400 cryptomonnaies et tokens. BitMart est immatriculé dans la République des Seychelles et opère dans 180 pays,,.

## Histoire
BitMart a été fondé en 2017 et se spécialise dans la fourniture d'outils d'achat, de vente et d'échange aux particuliers et aux institutions. Les opérations publiques ont commencé en 2018 lorsque BitMart a été immatriculé pour la première fois auprès du FinCEN et a introduit des services de dépôt par carte de crédit/débit par l'intermédiaire de partenaires tiers, permettant ainsi les dépôts.
En août 2019, BitMart a levé des fonds dans le cadre d'un tour de table Pre-A mené par Fenbushi Capital, une société de capital-risque axée sur la blockchain,. BitMart a également collaboré avec l'Université de Columbia pour organiser un atelier sur les jetons de sécurité. En août 2019, BitMart a remporté le BrandLaureate Tech Award.
En 2020, la plateforme a introduit les prêts BitMart et les opérations à terme disponibles dans certaines régions. La même année, elle a atteint 1 million d'utilisateurs enregistrés avec un volume d'échange quotidien de 2 milliards de dollars,.
BitMart a réalisé une levée de fonds de série B menée par la société de capital-investissement Alexander Capital Ventures, basée à New York, en novembre 2021.
En 2022, elle a lancé le Margin Trading et le NFT Marketplace, suivis par le Inscriptions Market en 2023. En 2023, BitMart a été nommé « Best Cryptocurrency Exchange Global » par International Business Magazine,, et « The Most Trusted Trading Platform » par Crypto 306 et a été listé dans le top 200 des entreprises fintech mondiales de CNBC. Il a également été nommé « Best for Altcoins » par Investopedia en 2022,, 2023 et 2024.
La plateforme a été nommée meilleure bourse de crypto-monnaies pour les altcoins par Investopedia en 2024,. BitMart a lancé une place de marché peer-to-peer (P2P).

## Aperçu
BitMart est immatriculé dans la République des Seychelles et opère dans 180 pays. Il dispose de 1 400 paires d'échanges et de 1 200 tokens listés avec un volume d'échange quotidien de 2,5 milliards d'euros. Elle fournit des outils pour l'achat, la vente et le stockage de crypto-monnaies par le biais d'une plateforme web d'échange et d'investissement d'actifs numériques et d'une application mobile pour Android et iOS. Ses services incluent une place de marché peer-to-peer (P2P), qui met en relation les acheteurs et les vendeurs avec des taux de change et des options de paiement variables. Il est classé parmi les meilleurs échanges de crypto-monnaies sur CoinGecko.
BitMart fournit des services de crypto-monnaies, incluant le trading au comptant et sur marge, qui permettent aux utilisateurs de négocier une variété de crypto-monnaies et de couples de trading. La plateforme propose également des opérations à terme avec un effet de levier pouvant aller jusqu'à x100. En outre, les utilisateurs ont accès à des produits d'épargne et de staking. La plateforme inclut une place de marché pour les tokens non fongibles (NFT), permettant aux utilisateurs d'acheter, de vendre et d'échanger ces actifs numériques. BitMart propose également une API.
BitMart utilise un système hybride de portefeuilles chauds et froids et des technologies de multi-signature dans le cadre de son dispositif de sécurité.